# Mwisumo (vattendrag i Karuzi)
Mwisumo är ett vattendrag i Burundi.   Det ligger i provinsen Karuzi, i den centrala delen av landet, 90 km öster om huvudstaden Bujumbura.
Omgivningarna runt Mwisumo är en mosaik av jordbruksmark och naturlig växtlighet. Runt Mwisumo är det tätbefolkat, med 459 invånare per kvadratkilometer.